# ستيفن والاس
ستيفن والاس (بالإنجليزية: Stephen Wallace)‏ (من مواليد 23 ديسمبر 1943 في نيوساوث ويلز) هو ممثل ومخرج وكاتب سيناريو أسترالي.

## وصلات خارجية
- ستيفن والاس على موقع IMDb (الإنجليزية)
- ستيفن والاس على موقع ألو سيني (الفرنسية)
- ستيفن والاس على موقع أول موفي (الإنجليزية)
- ستيفن والاس على موقع قاعدة بيانات الأفلام السويدية (السويدية)
- ستيفن والاس على موقع قاعدة بيانات الفيلم (الإنجليزية)
- ستيفن والاس على موقع كينوبويسك (الروسية)
- ستيفن والاس على موقع كينوبويسك (الروسية)

- ستيفن والاس في قاعدة بيانات الأفلام على الإنترنت.
- ستيفن والاس في أول موفي.